# 잃어버린 섬
《잃어버린 섬》은 1990년 3월 2일부터 3월 3일까지 KBS 1TV에서 방영된 창사 특집 드라마이다. 자동차 수리점에서 일하는 아버지의 아들이자 내성적인 성격을 가진 은길과 내과 전문의로 일하는 아버지의 아들이자 낙천적인 성격을 가진 성구가 대구 군의학교에서 교육을 마치고 울릉도에서 공중 보건 의사로 근무하면서 일어나는 상황을 소재로 하고 있다.

## 출연
- 김세준
- 민지환
- 전광렬